# یواس‌اس الگان (ای‌کی-۲۲۵)
یواس‌اس الگان (ای‌کی-۲۲۵) (به انگلیسی: USS Allegan (AK-225)) یک کشتی بود که طول آن ۴۴۱ فوت ۶ اینچ (۱۳۴٫۵۷ متر) بود. این کشتی در سال ۱۹۴۴ ساخته شد.